# یدلینکی
یدلینکی (به لاتین: Jedlinki) یک روستا در لهستان است که در گمینا پوتوک گورنه واقع شده‌است. یدلینکی ۱۶۱ نفر جمعیت دارد.